# A Hora
Pour plus de détails, voir Fiche technique et Distribution.
A Hora est un film brésilien de Paulo Leão réalisé en 2013 pour la Campagne nationale Em Briga de Marido e Mulher Se Mete a Colher de sensibilisation et de prévention de la violence contre les femmes,.

## Synopsis
Le film recrée une situation malheureusement quotidienne au Brésil, dans laquelle une femme est constamment victime d'humiliation de la part de son mari, jusqu'à ce que, fatiguée de cette situation et craignant une augmentation du niveau de violence, elle décide de suivre de nouvelles voies.

## Fiche technique
- Titre : A Hora
- Réalisation : Paulo Leão
- Scénario : Paulo Leão
- Production : Paulo Leão
- Producteur associé : OlharFilmes/Samsara Film
- Distribution : OlharFilmes/Samsara Film
- Genre : Drame
- Pays : Brésil
- Langue : Portugais
- Format : Numérique - couleur

## Lancement et carrière
Il est sorti en 2013, dans le cadre de la campagne Em Briga de Marido e Mulher Se Mete a Colher de l'Institut Avon, où il a été nommé pour le meilleur film du jury et le meilleur film du vote populaire. Plus tard, A Hora a continué à être diffusé sur les plateformes de streaming.

## Distinctions
Recompenses et Nominations
| Année | Prix      | Catégorie                     | Position  | Résultat   |
| ----- | --------- | ----------------------------- | --------- | ---------- |
| 2013  | Prix Avon | Meilleur film - Jury          | Finaliste | Nomination |
| 2013  | Prix Avon | Meilleur réalisateur - Public | Finaliste | Nomination |